# Hostiles and Calamities
«Hostiles y Calamidades» título original en inglés: «Hostiles and Calamities» es el decimoprimer episodio de la séptima temporada de la serie de televisión de terror posapocalíptica The Walking Dead. Se estrenó el 26 de febrero de 2017 en Estados Unidos y Latinoamérica por las cadenas AMC y Fox Premium respectivamente. El 27 de febrero se estrenó en España también mediante el canal FOX. David Leslie Johnson fue el guionista de este capítulo mientras que Kari Skogland se encargó en dirigir el episodio.
El episodio se centra en la experiencia y el descubrimiento de Eugene (Josh McDermitt) en donde debe navegar en el mundo misterioso, confuso y terrorífico dentro del Santuario donde, involuntariamente, comienza a trabajar para Negan (Jeffrey Dean Morgan). Al mismo tiempo, Dwight (Austin Amelio) hace una visita a un lugar de su pasado. Este episodio marca la salida del actor Tim Parati (Dr. Emmett Carson) debido a que su personaje es asesinado a manos de Negan.

## Trama
Cuando Negan (Jeffrey Dean Morgan) y sus hombres regresan de Alexandría, Dwight (Austin Amelio) descubre que Daryl se ha escapado, y encuentra la nota anónima que Daryl recibió en su celda. Cuando llega Negan, ordena que golpeen a Dwight y sus secuaces lo colocan en la celda de Daryl. Negan le informa a Dwight que Sherry (Christine Evangelista) se ha escapado y se pregunta si fue responsable de la fuga de Daryl, pero él la defiende, lo que lleva a Negan a cuestionar la lealtad de Dwight. Le ordena a Dwight que encuentre y traiga a Sherry. Después de ser reparado por el Dr. Emmett Carson (Tim Parati), Dwight se va a casa de Sherry y él antes del apocalipsis, habiendo planeado hace mucho tiempo usarlo como punto de encuentro si se separan. Allí, encuentra una nota de despedida de Sherry, admitiendo haber ayudado a Daryl a escapar. Dwight regresa al Santuario, amargado.
Mientras tanto, Negan le permite a Eugene (Josh McDermitt) establecerse en el santuario, otorgándole varias comodidades y privilegios. Cuando Negan le pregunta sobre sus credenciales, Eugene recurre a sus viejas mentiras de que tiene múltiples PhDs en bioquímica así como también inmunología y microbiología. También miente sobre ser miembro de un equipo de diez personas en el Proyecto Genoma Humano para combatir las enfermedades por armas biológicas. A Negan le gusta Eugene y le permite pasar tiempo con sus "esposas", Tanya (Chloe Aktas), Frankie (Elyse Nicole DuFour) y Amber (Autumn Dial). Las mujeres se unen con Eugene. Más tarde, Tanya y Frankie se acercan silenciosamente a Eugene para hacer dos cápsulas venenosas, explicando que Amber quiere suicidarse; Eugene acepta a regañadientes. Encuentra que tiene una posición de poder ya que es capaz de hacer cola y solicitar fácilmente las cápsulas frías necesarias para hacer las pastillas del mercado de los salvadores, y termina de hacer las pastillas.
Negan lleva a Eugene al piso de la fábrica y acusa al Dr. Carson de permitir que Daryl se libere. El Dr. Carson lo niega, pero Negan le muestra una nota que encontraron en su oficina admitiendo esto, que Dwight había cortado en secreto de la carta de Sherry y plantado allí. El Dr. Carson intenta culpar a Dwight, pero Dwight permanece firme. Negan se prepara para marcar al Dr. Carson con un hierro caliente, pero el Dr. Carson cede y admite dejar ir a Daryl. Como castigo, Negan arroja al Dr. Carson en el horno, quemándolo hasta la muerte.
De vuelta en su departamento, Eugene le dice a Tanya y Frankie que él sabe que las píldoras suicidas son para Negan, no para Amber, y se niega a entregarlas; ellas lo amenazan con decirle a Negan pero este les revierte la amenaza con decirle a Negan para qué eran las píldoras y ambas se van furiosamente. Poco después Negan llega y se prepara para hacerle una pregunta a Eugene, pero Eugene responde rápidamente "Soy Negan", prometiendo su lealtad a los Salvadores. Al día siguiente, Eugene supervisa los preparativos de defensa fuera del santuario.

## Producción
Los Actores Andrew Lincoln (Rick Grimes), Norman Reedus (Daryl Dixon), Melissa McBride (Carol Peletier), Chandler Riggs (Carl Grimes), Lauren Cohan (Maggie Rhee), Danai Gurira (Michonne), Lennie James (Morgan Jones), Alanna Masterson (Tara Chambler), Christian Serratos (Rosita Espinosa), Sonequa Martin-Green (Sasha Williams), Ross Marquand (Aaron), Seth Gilliam (Gabriel Stokes), Tom Payne (Paul "Jesús" Rovia) y Xander Berkeley (Gregory) no aparecen en este episodio pero igual son acreditados, la actriz recurrente Christine Evangelista (Sherry), no aparece en el episodio pero su voz es escuchada durante el trascurso del episodio.

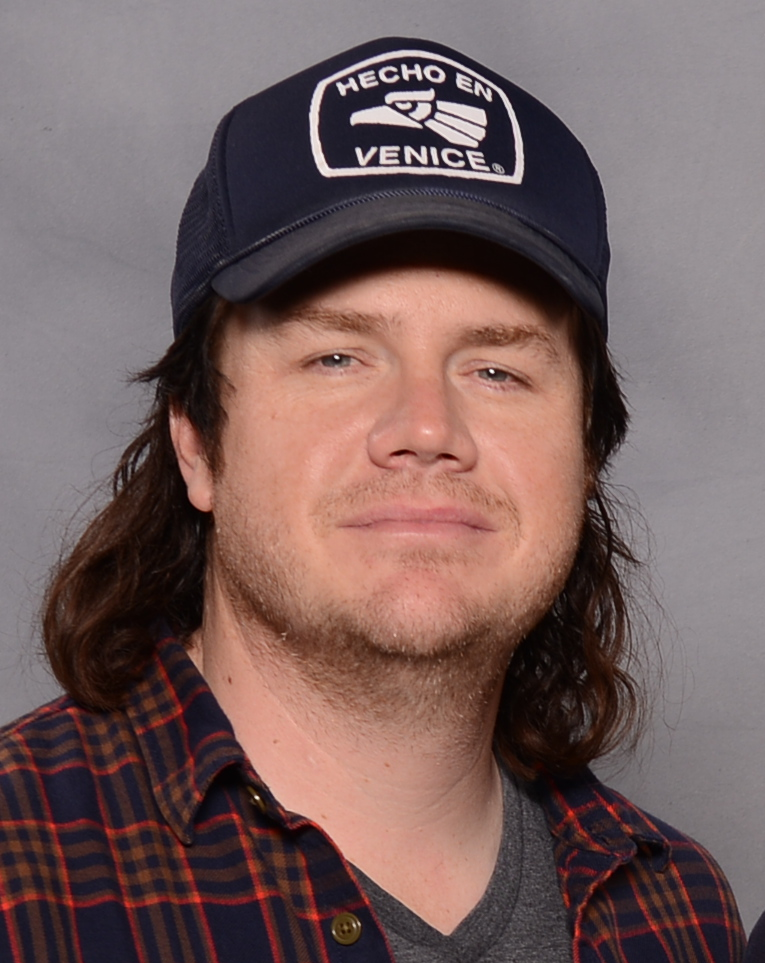
El personaje de Josh McDermitt, Eugene Porter, es el enfoque central de este episodio.

## Recepción

### Recepción de Crítica
"Hostiles and Calamities" recibió críticas positivas, con varios críticos alabando el desempeño de Austin Amelio quien encarna a Dwight. En Rotten Tomatoes, tiene un 90% con una calificación promedio de 7.06 de 10, basado en 29 revisiones. El consenso del sitio dice: "Si bien puede ralentizar el ritmo de la temporada," Hostiles and Calamities "toma una mirada tensa dentro de las vidas de Los Salvadores previamente inexploradas, promoviendo la transformación moral lógica y necesaria de un personaje".
Zack Handlen de The A.V. Club le dio al episodio una B. Él lo llamó un episodio sólido dedicado a Eugene y su viaje hacia el "lado oscuro", escribiendo, "Si o no en ese viaje era totalmente necesario es una pregunta que podemos guardar para otro momento, por ahora, es bueno tener una historia con un principio claro, intermedio y final, uno que encuentra a un personaje haciendo una elección inesperada (y sin embargo completamente plausible)".

## Audiencia
El episodio recibió una calificación de 4,9 en la demográfica 18-49 con 10,42 millones total de espectadores.